# Тараканов, Алексей Иванович
Алексей Иванович Тараканов (1678 — 1760, Москва) — генерал-аншеф, сенатор, губернатор Смоленска, затем начальник ландмилицких полков на Украине и член военной коллегии.

## Биография
Родился в 1678 году (по другим данным в 1671). Военную службу начал в 1700 году в чине поручика и участвовал в первом Нарвском походе. В 1709 году был произведен в премьер-майоры, в 1717 году в подполковники, а в 1720 году в полковники. Участвовал в русско-шведской войне. Под Полтавой командовал Московским драгунским полком. После Полтавской битвы он сражался в Польше.
Принимал участие в Прутском походе. В 1722 году он участвовал в Персидском походе и из Астрахани был командирован в Калмыцкие улусы для покупки драгунских лошадей. С 1721 по 1728 годы он командовал полками: Архангелогородским, Ростовским и Нижегородским. В 1724 году на время коронации Екатерины I, Тараканов был взят в кавалергарды капралом.
В конце 1725 года он уже в чине полковника был послан от Сената в Киевскую губернию по поводу просьбы князя Меншикова. 8 мая 1728 года Тараканов был пожалован в генерал-майоры. 17 мая того же года Тараканов послан на Украйну, в Черкасск, чтобы настоять на высылке с Дона всех беглых, поселившихся там с 1695 года. Казачий круг, выслушав грамоту, на требование в общем согласился, но просил Тараканова ограничить высылку поселившимися с 1712 года, и позднее, о пришедших же до этого срока решено через особое посольство в Москву просить их оставить, ибо из таких беглых у казаков «много старшин и лучших людей и его величества слуг». Выслать их означает опустошить все городки, некому будет службы служить, рубежи и черты охранять. Верховный тайный совет позже срок высылки утвердил с 1710 году.
13 декабря 1728 года Тараканов был отправлен из Черкаска к генерал-фельдмаршалу Голицыну Михаилу Михайловичу. 18 марта 1730 года назначен сенатором, а в день коронации, 28 апреля того же года получил орден святого Александра Невского. 28 сентября 1730 года назначен губернатором в Смоленскую губернию, но через два месяца, 18 декабря он был командирован для осмотра и описания украинских полков от Днепра до Дона.
Осмотр и описание украинских полков представляли лишь подготовительную работу к ряду важных мероприятий по укреплению южной границы. 15 января 1731 года Тараканов получил инструкцию, которая предписывала ему: во первых, укомплектовать прежние ландмилицкие полки и набрать новых десять из записанных в подушной оклад потомков служилых людей Белгородского Севского разрядов так, чтобы всего было 16 конных и 4 пеших полка; во вторых для укрепления Украинской линии.
Шесть лет спустя Б. Миних, бывший в Малороссии походом на Крым, доносил в Петербург, что работы по укреплениям, сделанные Таракановым и П. де Бриньи, из рук вон плохи: редуты на крепостях никуда не годны, Бахмутская провинция вся обнажена, места подвергаются набегам и грабежам. «Тяжкий ответ — писал Миних — должны дать Богу и вашему величеству генералы князь Шаховской [в то время главный распорядитель в Малороссии] и Тараканов за то, что во время их управления в Украйне народ до конца разорен», что «города и слободы опустошаются, хлеб перекуривается в вино, растет пьянство и гулянье», провиант дорог и дорожает, магазины пусты. Беспристрастность этой оценки деятельности Тараканова и Шаховского сомнительна, так как с последним у Миниха были нелады и контры.
В декабре 1733 года Тараканов был вызван в Царицын в команду генерал-лейтенанта князя И. Ф. Барятинского для участия в трудах по укреплению Царицынской линии поселением на ней донских казаков. В марте 1734 года Тараканов сдав Царицынскую линию полковнику Гроту, а калмыцкие дела полковнику Беклемишеву, Тараканов отправился на Украину. В 1736 году Тараканов участвовал в Крымском походе и в осаде, причем командовал пятою колонною армии того же Б. Миниха, так нелестно отзывавшегося о его прошлой деятельности.
В Очаковском походе он вместе с М .И. Леонтьевым, прикрывал обоз, следуя за армией небольшими переходами. Затем он командовал на форпостах в Переволочне, Усть-Самаре и на Днепровских порогах. 3 марта 1740 года Тараканов был назначен членом военной коллегии, с увольнением от действительной воинской службы. В 1741 году Тараканов был пожалован в генерал-поручики с назначением командующим обсервационным корпусом, расположенным на границах с Персией по причине сосредоточения персидских войск в Дагестане.
18 ноября 1742 года состоялась Высочайшая резолюция о замене Тараканова в Кизляре князем Владимиром Долгоруковым. 23 июля 1743 года он был отправлен в отпуск. В 1745 году Тараканов подал прошение об отставке. Военная коллегия предоставила соответствующий доклад Императрице и Тараканов был отправлен в отпуск. В 1746 году он был назначен от Сената депутатом с правами первого члена в комиссию о раскольниках для расследования особо важного дела о лжехристе Константине Андрееве.
В начале 1747 года он был послан по Именному указу из Военной коллегии в Калугу и Владимир для сформирования в каждом из этих городов по 10 батальонов. В 1749 году Тараканов вторично подал прошение об отставке, его просьба была удовлетворена лишь спустя 3 года 25 апреля 1752 года Тараканов был отстранен от службы с производством в генерал-аншефы. Тараканов скончался в 1754 году и был похоронен в семейной усыпальнице в усадьбе Чернево под Москвой. Был женат на Авдотье Ивановне. Имел детей: сына Михаил и дочь Марию.
Приходился внуком воеводе Михаилу Петровичу Колупаеву, в память о котором в 1739 году пожертвовал колокол в Богородице-Рождественский Анастасов монастырь Белевской епархии. (В 1715 г он сделал неудачную попытку получить наследство после Колупаевых, с которыми он находился в отдаленном и сомнительном родстве. — из «Сборника биографии кавалергардов». Отец Алексея Ивановича Тараканова одним из трех браков был женат на дочери М. П. Колупаева, брак был бездетен. Матерью Алексея Ивановича Тараканова была первая жена его отца, Ирина Федоровна Киреевская. Но колокол, на котором была сделана дарственная надпись, помог его сыну, Михаилу Алексеевичу Тараканову впоследствии завладеть выморочным имением Колупаевых в Одоевском уезде Тульской губернии).